# Lucio Boccaletto
Lucio Boccaletto (Treviso, 10 giugno 1944) è un ex rugbista a 15, allenatore di rugby a 15 e dirigente sportivo italiano.

## Biografia
Cresciuto nel Treviso, squadra della sua città natale, con tale club iniziò a giocare in serie A; nel 1969 fu anche convocato per il primo dei suoi 13 impegni in Nazionale, in un incontro di seconda divisione di Coppa delle Nazioni contro la Bulgaria.
Per motivi di lavoro dovette trasferirsi nel 1970 a Padova; lì trovò ingaggio presso il Petrarca, nel quale rimase 10 stagioni vincendo 6 scudetti da giocatore; passato all'attività tecnica dopo il ritiro avvenuto dopo la conquista del 6º titolo (1980), guidò la squadra a un ulteriore scudetto, nella stagione 1983-84.
Lasciata la panchina a Vittorio Munari, passò all'incarico di direttore tecnico del club padovano, che si confermò campione d'Italia nel biennio 1984-1986.
Nel 1977 fu capitano dei Dogi, la selezione del Triveneto, che allo Stoop di Londra il 2 gennaio 1977 si impose sugli Harlequins per 16-9, prima vittoria in assoluto di una squadra italiana su territorio britannico.

## Palmarès

### Giocatore
- Campionati italiani: 6
Petrarca: 1970-71, 1971-72, 1972-73, 1973-74, 1976-77, 1979-80

### Allenatore
- Campionati italiani: 1
Petrarca: 1983-84